# Ашуров, Умаржон Касимович
Умаржон Касимович Ашуров (узб. Umarjon Ashurov; 1902 — 26 апреля 1965) — советский хозяйственный, государственный и политический деятель.

## Биография
Родился в 1902 году. Член КПСС с 1928 года.
С 1920 года — на хозяйственной, общественной и политической работе. В 1920—1956 гг. — батрак, хозяйственный и партийный работник в Узбекской ССР, секретарь районного комитета партии, директор совхоза, председатель Бухарского облисполкома, заместитель министра сельского хозяйства Узбекской ССР, заместитель председателя Бухарского облисполкома, председатель Сурхандарьинского облисполкома, вновь заместитель министра сельского хозяйства Узбекской ССР.
Избирался депутатом Верховного Совета Узбекской ССР.
Умер в Ташкенте в 1965 году.